# Станишевская, Гражина
Гражи́на Станише́вская (пол. Grażyna Staniszewska ; 23 июля 1936, Лодзь — 4 марта 2018, Варшава) — польская актриса
 театра и кино.

## Биография
В 1951—1954 годах играла в любительском театре в Лодзи. В 1960 году окончила Варшавскую высшую театральную школу (теперь Театральная академия имени Александра Зельверовича). Дебютировала на сцене профессионального театра в октябре 1960 года.
В 1960—1974 годах — актриса варшавских театров: Narodowy и Драматического (1974—1981).
Снималась в кино. 
В конце 1990-х годов ушла из актёрской профессии. 
Похоронена на кладбище Старые Повонзки в Варшаве.

## Семья
- Муж — профессор медицины Войцех Нощик.

Дети: 
- дочь ─ Мария

- сын ─ Бартломей, пластический хирург, профессор.

## Избранная фильмография
- 1989 — Лава — Кмитова в «Бале у сенатора»
- 1977 — Мировой рекорд — спортивный деятель
- 1973 — Ревность и медицина — Зофия Дубилянка, бывшая любовница Видмара
- 1960 — Крестоносцы — Анна Данута Юрандовна
- 1959 — Крест храбрых — Малгожата, капитанская вдова
- 1958 — Покушение — Крыся
- 1958 — Пепел и алмаз — Ханка Левицкая
- 1957 — Эскизы углём — Ядвига Скорабевская